# Donald S. Russell
Donald Stuart Russell, född 22 januari 1906 i Lafayette County, Mississippi, död 22 februari 1998 i Spartanburg, South Carolina, var en amerikansk demokratisk politiker och jurist. Han var guvernör i delstaten South Carolina 1963–1965. Han representerade South Carolina i USA:s senat 1965–1966.
Russell utexaminerades 1925 från University of South Carolina och avlade 1928 juristexamen vid samma universitet. Han studerade sedan vidare vid University of Michigan. Han tjänstgjorde som major i USA:s armé under andra världskriget. Han var rektor vid University of South Carolina 1952–1957.
Russell efterträdde 1963 Ernest Hollings som guvernör i South Carolina. Senator Olin D. Johnston avled 1965 i ämbetet. Russell avgick som guvernör och efterträddes av viceguvernören Robert Evander McNair. Guvernör McNair utnämnde sedan Russell till senaten. Russell besegrades av Ernest Hollings i demokraternas primärval inför fyllnadsvalet 1966.
President Richard Nixon utnämnde år 1971 Russell till en federal appellationsdomstol. Han tjänstgjorde i domarämbetet fram till sin död.
Russell var metodist och han gravsattes på begravningsplatsen Greenlawn Memorial Gardens i Spartanburg.